# 고독한 추적
《고독한 추적》(프랑스어: Monsieur Klein)은 1976년 개봉한 프랑스의 영화로, 조지프 로지가 감독을 맡았다. 제2회(1977년) 세자르상 작품상·감독상 수상작이다.